# 1. Nemzetközi Matematikai Diákolimpia
Az 1. Nemzetközi Matematikai Diákolimpiát (1959) Romániában, Brassóban rendezték. Hét ország ötvenkét versenyzője vett részt rajta. Magyarország egy arany-, egy ezüst-, két bronzérmet és egy dicséretet szerzett, összpontszámával pedig 2. lett az országok között. 
(Az elérhető maximális pontszám: 8×40=320 pont volt)

## Feladatok

### 1.
Mutassuk meg, hogy – bármilyen természetes számot jelentsen is {\displaystyle n} – a következő tört nem egyszerűsíthető: {\displaystyle {\frac {21n+4}{14n+3}}}

### 2.
Milyen {\displaystyle x} valós számokra lesznek igazak az alábbi egyenletek:
{\displaystyle a)} {\displaystyle {\sqrt {x+{\sqrt {2x-1}}}}+{\sqrt {x-{\sqrt {2x-1}}}}={\sqrt {2}}}
{\displaystyle b)} {\displaystyle {\sqrt {x+{\sqrt {2x-1}}}}+{\sqrt {x-{\sqrt {2x-1}}}}=1}
{\displaystyle c)} {\displaystyle {\sqrt {x+{\sqrt {2x-1}}}}+{\sqrt {x-{\sqrt {2x-1}}}}=2}

### 3.
Tudjuk, hogy
{\displaystyle a\cos ^{2}(x)+b\cos(x)+c\;=\;0}
Mutassunk másodfokú egyenletet {\displaystyle \cos(2x)}-re úgy, hogy együtthatói csak az {\displaystyle a,b,c} számoktól függjenek, majd helyettesítsünk be {\displaystyle a=4}, {\displaystyle b=2} és {\displaystyle c=-1}-et.

### 4.
Szerkesszünk derékszögű háromszöget, ha adott az átfogója, és tudjuk, hogy a z átfogóhoz tartozó súlyvonal hossza egyenlő a két befogó hosszának mértani közepével.

### 5.
Az {\displaystyle AB} szakaszon mozog az{\displaystyle M} pont. Az {\displaystyle AM} és {\displaystyle MB} szakaszok fölé az {\displaystyle AB} egyenes ugyanazon oldalára az {\displaystyle AMCD} és a {\displaystyle BMEF} négyzetet emeljük, s megrajzoljuk ezek körülírt körét is. A két kör {\displaystyle M}-ben és {\displaystyle N}-ben metszi egymást.
Mutassuk meg, hogy az {\displaystyle AE} és a {\displaystyle BC} egyenes is átmegy az {\displaystyle N} ponton. Mutassuk meg, hogy minden {\displaystyle M}-re az {\displaystyle MN} egyenes átmegy egy állandó ponton. Milyen utat jár be a két négyzet középpontját összekötő szakasz felezőpontja?

### 6.
A {\displaystyle P} és {\displaystyle Q} sík egymást a {\displaystyle p} egyenesben metszi, és {\displaystyle A} a {\displaystyle P} síknak, {\displaystyle C} a {\displaystyle Q} síknak olyan pontja, amely nincs rajta {\displaystyle p}-n. Szerkesszük meg azt az {\displaystyle ABCD} húrtrapézt ({\displaystyle AB\|CD}), melynek {\displaystyle B} csúcsa {\displaystyle P}-n, {\displaystyle D} csúcsa a {\displaystyle Q} síkban van, s amelybe kört írhatunk.

## Országok eredményei pont szerint
|    | Ország        | Pont |   |   |   | D |
| -- | ------------- | ---- | - | - | - | - |
| 1. | Románia       | 249  | 1 | 2 | 2 | 1 |
| 2. | Magyarország  | 233  | 1 | 1 | 2 | 1 |
| 3. | Csehszlovákia | 192  | 1 | 0 | 0 | 4 |
| 4. | Bulgária      | 131  | 0 | 0 | 0 | 1 |
| 5. | Lengyelország | 122  | 0 | 0 | 0 | 1 |
| 6. | Szovjetunió   | 111  | 0 | 0 | 1 | 2 |
| 7. | NDK           | 40   | 0 | 0 | 0 | 0 |

Összesen hét országból indultak versenyzők.

## A magyar csapat
A magyar csapat tagjai voltak:
| Név            | Évfolyam | Iskola                                         | Város    | Díj      |
| -------------- | -------- | ---------------------------------------------- | -------- | -------- |
| Csanak György  | IV. o.   | Fazekas Mihály Gimnázium                       | Debrecen |          |
| Halász Gábor   | IV. o.   | II. Rákóczi Ferenc Gimnázium                   | Budapest |          |
| Bollobás Béla  | II. o.   | Apáczai Csere János Gyakorlógimnázium          | Budapest |          |
| Muszély György | III. o.  | Vörösmarty Mihály Gimnázium                    | Budapest |          |
| Szász Domokos  | IV. o.   | Eötvös József Gimnázium                        | Budapest | dicséret |
| Katona Gyula   | IV. o.   | Kandó Kálmán Híradás- és Műszeripari Technikum | Budapest |          |
| Mezei Ferenc   | III. o.  | II. Rákóczi Ferenc Gimnázium                   | Budapest |          |
| Tihanyi Ambrus | III. o.  | Apáczai Csere János Gyakorlógimnázium          | Budapest |          |

A csapat vezetője Hódi Endre volt.